# 陶克陶绍道
陶克陶绍道，是匈牙利包尔绍德-奥包乌伊-曾普伦州所辖的一个村。总面积25.74平方公里，总人口1903，人口密度73.9人/平方公里（2011年1月1日）。